# Mini-ITX

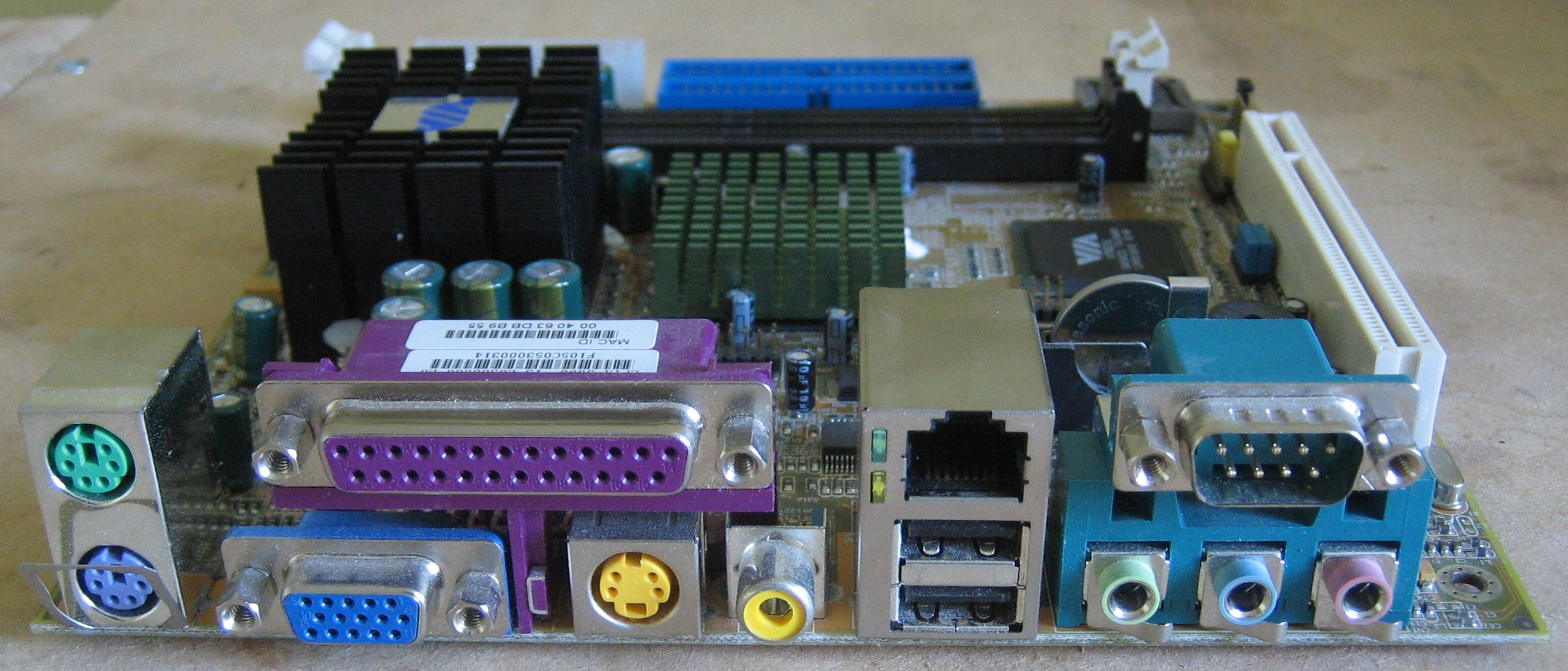
placa base Mini-ITX

Mini-ITX es un formato de placa base totalmente desarrollado por VIA Technologies. Aunque es un formato de origen privativo, sus especificaciones son abiertas. De hecho, otros fabricantes tienen productos en este formato.

## Breve reseña histórica
Con anterioridad a la aparición de Mini-ITX, el formato de placa base más reducido que se había definido era Micro-ATX. No obstante, no se trataba de un producto fácil de obtener en el mercado, ya que los computadoras de pequeño tamaño no gozaban aún de interés. Por ello, el formato ATX copaba las ventas como estándar de facto.
Posteriormente, algunos fabricantes como Shuttle comenzaron a fabricar equipos de reducidas dimensiones que se dieron en llamar barebones. Estos equipos disponían de una placa base reducida, pero cuyas especificaciones no eran públicas.
Con la popularización de los equipos de reducidas dimensiones, Mini-ITX proporcionó al mercado la posibilidad de crear configuraciones "a la carta" ya que sus especificaciones son abiertas y compatibles con los componentes diseñados para ATX.

## Características físicas

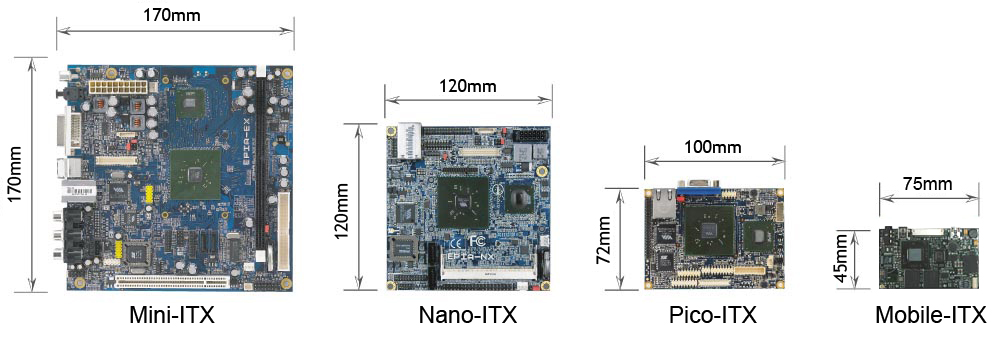
Comparación de tamaño entre diferentes formatos de placa base creados por VIA.

Mini-ITX propone unas dimensiones muy reducidas de placa base, tan sólo 170 mm x 170 mm: aproximadamente el tamaño de un lector de CD. Se trata de unas dimensiones inferiores a su antecesor micro-ATX. A pesar de ello, no es el formato más reducido existente en el mercado ya que, posteriormente, VIA definió el formato nano-ITX y Pico-ITX
Todas las interfaces y especificaciones eléctricas de la placa base son compatibles con ATX. Esto significa que se pueden conectar componentes diseñados para cualquier otro tipo de PC.
Como contrapartida, las placas Mini-ITX solamente disponen de una ranura de expansión PCI y una ranura para un módulo de memoria.
Las tarjetas Mini-ITX son generalmente refrigeradas mediante dispositivos pasivos a causa de su arquitectura de bajo consumo y son ideales para su uso como HTPC donde el ruido generado por una computadora (y en particular, por los ventiladores de refrigeración) resultaría molesto a la hora de disfrutar una película.

## Tarjetas Mini-ITX de VIA
El objetivo de VIA era ocupar con este formato muchas de mercado como los HTPC y los "appliances" o "cajas negras" de bajo coste, por ejemplo, almacenamiento NAS, enrutadores de comunicaciones, etc. Esto fue posible gracias al microprocesador Eden y sus sucesores. Este microprocesador es la herencia legada por Cyrix, compañía fabricante de microprocesadores clónicos x86, que fue adquirida por VIA Technologies. 
Los dos principios de diseño que inspiran Mini-ITX son:
- Bajo consumo. Alrededor de los 15 vatios.
- Funcionalidades integradas. Las tarjetas mini-itx de vía integran todos los periféricos habituales: red, gráficos, conexión a la televisión, sonido 5.1, aceleración MPEG, USB, Firewire, etc.

Actualmente VIA ha perdido cuota de mercado tras la aparición de las tarjetas Intel Atom y el relativo 
éxito de la arquitectura ARM para sistemas compactos, aunque sus especificaciones abiertas, reducido consumo y total compatibilidad binaria con el PC estándar garantizan su supervivencia a medio y largo plazo.